# Bottegone
Bottegone is een plaats (frazione) in de Italiaanse gemeente Pistoia.